# Acra
Acra (en inglés: Accra) es la capital de Ghana y del distrito de la zona metropolitana de Acra, siendo además el centro administrativo, de comunicaciones y económico del país. Alrededor del 70 % de la capacidad de manufactura nacional se encuentra en este distrito. Alberga edificios que muestran la transición desde los suburbios del siglo XIX hasta la moderna metrópoli que es hoy en día.
La ciudad tiene 185 km² (kilómetros cuadrados) de extensión y cuenta con 2 450 000 habitantes según el censo de 2010 (4 010 054 en el área metropolitana, que es de 200 km², aproximadamente). En ella, hay sitios de cultura y educación como el Museo y el Teatro Nacional, el mausoleo de Kwame Nkrumah y la Universidad de Ghana, situada en Legon, a 14 km (kilómetros) al norte.

## Etimología
Llamada Accra en inglés, este nombre proviene del akánico Nkran, y del dagbani Ankara. En twi, nkran significa ‘hormigas’, y se refiere al pueblo Ga-Adangbe por sus cualidades migratorias y marciales, similares a las de la marabunta; de hecho, los hormigueros, que abundaban en la zona, eran vistos como lugares sagrados y un enlace entre el mundo humano y el inframundo. Al mismo tiempo, el uso de la palabra hormiga por parte de los akan indicaba una visión de los invasores ga como una plaga. La forma Acra, originalmente Akra, es la versión europea del nombre popularizada durante el dominio colonial.
La forma recomendada por la ASALE es Acra.

## Historia
En 1482, el sitio tuvo un fuerte fundado por el Imperio portugués, el cual sirvió como punto de comercio atlántico de esclavos y extracción de mercancías y materias primas del continente africano. Los esclavos fueron principalmente apresados de las regiones del pueblo ga en las montañas en torno al asentamiento. La actual ciudad de Acra formaba parte de la llamada por los europeos Costa de Oro. En 1578, un grupo del pueblo ga llamado Acra destruyó el fuerte portugués y fundó una ciudad a finales de la década de 1600. En 1642, el Imperio neerlandés expulsó a los portugueses y construyeron un nuevo fuerte comercial. Otros grupos de la Royal African Company del Imperio británico se posicionaron en la zona, causando un conflicto bélico solucionado en el Tratado de Breda de 1672, instalándose los británicos con un nuevo puesto.
Durante parte de su historia, sirvió de centro comercial con los portugueses, quienes construyeron un fuerte, y posteriormente a los suecos, neerlandeses, británicos y daneses a finales del siglo XVII.

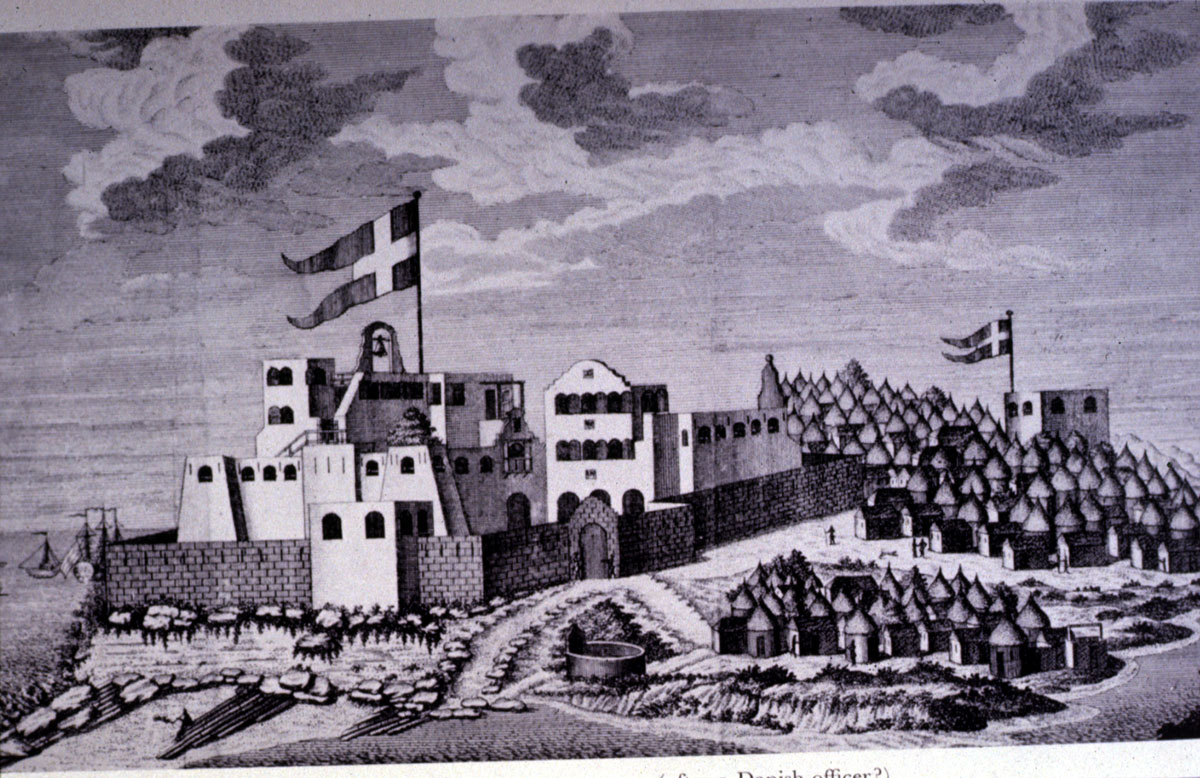
Castillo Christiansborg.

La ciudad actual de Acra se desarrolló alrededor del poblado ga original, así como de las fortificaciones británicas, neerlandesas y danesas y el lugar donde residían sus poblaciones: Jamestown cerca del fuerte británico; Osu, cerca del fuerte danés de Christiansborg (en la actualidad Castillo Christiansborg); y Usshertown, cerca del fuerte holandés de Ussher. Estas cuatro zonas forman ahora el centro de la ciudad moderna.
En 1877, después de la segunda guerra anglo-asante, reemplazó a Cape Coast como capital de la colonia británica de la Costa de Oro. Después de la construcción del ferrocarril hacia las zonas mineras y agrícolas, se convirtió en el corazón económico de Ghana.
En 1862 y 1939, sufrió grandes destrozos por los terremotos. En 1948, los disturbios de Acra (Accra Riots) lanzaron una campaña por la independencia del Reino Unido y Ghana consiguió el carácter de nación en 1957. Hoy, es una de las ciudades más modernas del continente africano, con una alta calidad.
En 1958 en esta ciudad tuvo lugar la I Conferencia de Estados Africanos Independientes, que dio lugar cinco años después a la celebración del Día de la liberación africana o Día de la libertad africana, festividad anual celebrada cada 25 de mayo.

## Geografía

### Clima
Debido a su ubicación en el Corredor Togo-Dahomey, donde la costa discurre en paralelo a los vientos monzónicos húmedos predominantes, Acra cuenta con un clima tropical seco que se aproxima a un clima semiárido. La precipitación media anual es de 730 mm, la cual cae principalmente durante las dos temporadas lluviosas de Ghana. La principal temporada de lluvias comienza en abril y termina a mediados de julio, mientras que una segunda temporada de lluvias más débiles se produce en octubre. La lluvia cae generalmente en tormentas intensas cortas y causa inundaciones locales obstruyendo los canales de drenaje.
Hay muy poca variación de la temperatura durante todo el año. La temperatura media mensual oscila entre 24,7 °C (76,5 °F) en agosto (el mes más frío) a 28 °C (82,4 °F) en marzo (el mes más cálido), con una media anual de 26,8 °C (80,2 °F). Cabe señalar, sin embargo, que los meses más «fríos» tienden a ser más húmedos que los meses más cálidos. Como resultado, durante los meses de verano y sobre todo durante la temporada del viento harmattan, la ciudad experimenta un ventoso «calor seco» que se siente menos cálido que en la «fresca» pero más húmeda temporada de lluvias.
Como Acra se encuentra cerca de la línea ecuatorial, las horas de luz son prácticamente uniformes durante todo el año. La humedad relativa es generalmente alta, variando desde el 65 % en la mitad de la tarde al 95 % durante la noche. La dirección del viento predominante en Acra es del sudeste al noreste. Las velocidades del viento normalmente oscilan entre los 8 a 16 km/h (kilómetros por hora). Ráfagas de vientos fuertes se producen con las tormentas, que generalmente se transforman en turbonadas en la costa.
| Parámetros climáticos promedio de Acra            | Parámetros climáticos promedio de Acra | Parámetros climáticos promedio de Acra | Parámetros climáticos promedio de Acra | Parámetros climáticos promedio de Acra | Parámetros climáticos promedio de Acra | Parámetros climáticos promedio de Acra | Parámetros climáticos promedio de Acra | Parámetros climáticos promedio de Acra | Parámetros climáticos promedio de Acra | Parámetros climáticos promedio de Acra | Parámetros climáticos promedio de Acra | Parámetros climáticos promedio de Acra | Parámetros climáticos promedio de Acra |
| Mes                                               | Ene.                                   | Feb.                                   | Mar.                                   | Abr.                                   | May.                                   | Jun.                                   | Jul.                                   | Ago.                                   | Sep.                                   | Oct.                                   | Nov.                                   | Dic.                                   | Anual                                  |
| ------------------------------------------------- | -------------------------------------- | -------------------------------------- | -------------------------------------- | -------------------------------------- | -------------------------------------- | -------------------------------------- | -------------------------------------- | -------------------------------------- | -------------------------------------- | -------------------------------------- | -------------------------------------- | -------------------------------------- | -------------------------------------- |
| Temp. máx. abs. (°C)                              | 33.9                                   | 37.8                                   | 37.8                                   | 33.9                                   | 35                                     | 32.8                                   | 32.2                                   | 32.2                                   | 32.2                                   | 32.2                                   | 32.8                                   | 33.9                                   | 37.8                                   |
| Temp. máx. media (°C)                             | 32.6                                   | 32.9                                   | 33.6                                   | 33.0                                   | 31.6                                   | 29.8                                   | 28.8                                   | 28.4                                   | 29.4                                   | 28.8                                   | 28.1                                   | 31.2                                   | 30.7                                   |
| Temp. media (°C)                                  | 28.8                                   | 29.4                                   | 29.6                                   | 29.5                                   | 28.4                                   | 26.8                                   | 26.3                                   | 25.9                                   | 26.8                                   | 26.2                                   | 25.7                                   | 28.1                                   | 27.6                                   |
| Temp. mín. media (°C)                             | 24.7                                   | 25.6                                   | 25.7                                   | 25.7                                   | 25.0                                   | 23.7                                   | 23.5                                   | 23.1                                   | 23.8                                   | 23.6                                   | 24.7                                   | 25.0                                   | 24.5                                   |
| Temp. mín. abs. (°C)                              | 15                                     | 17.2                                   | 20                                     | 18.9                                   | 21.1                                   | 20                                     | 18.9                                   | 17.8                                   | 20                                     | 18.9                                   | 21.1                                   | 17.2                                   | 15                                     |
| Precipitación total (mm)                          | 10.9                                   | 21.8                                   | 57.1                                   | 96.8                                   | 131.2                                  | 221.0                                  | 66.0                                   | 28.0                                   | 67.8                                   | 62.4                                   | 27.7                                   | 16.1                                   | 806.8                                  |
| Días de precipitaciones (≥ 1 mm)                  | 1                                      | 2                                      | 5                                      | 6                                      | 10                                     | 15                                     | 9                                      | 7                                      | 8                                      | 7                                      | 3                                      | 2                                      | 75                                     |
| Horas de sol                                      | 217                                    | 226                                    | 217                                    | 210                                    | 217                                    | 150                                    | 155                                    | 155                                    | 180                                    | 217                                    | 240                                    | 248                                    | 2432                                   |
| Fuente: worldweather.org 22 de septiembre de 2008 |                                        |                                        |                                        |                                        |                                        |                                        |                                        |                                        |                                        |                                        |                                        |                                        |                                        |

## Economía

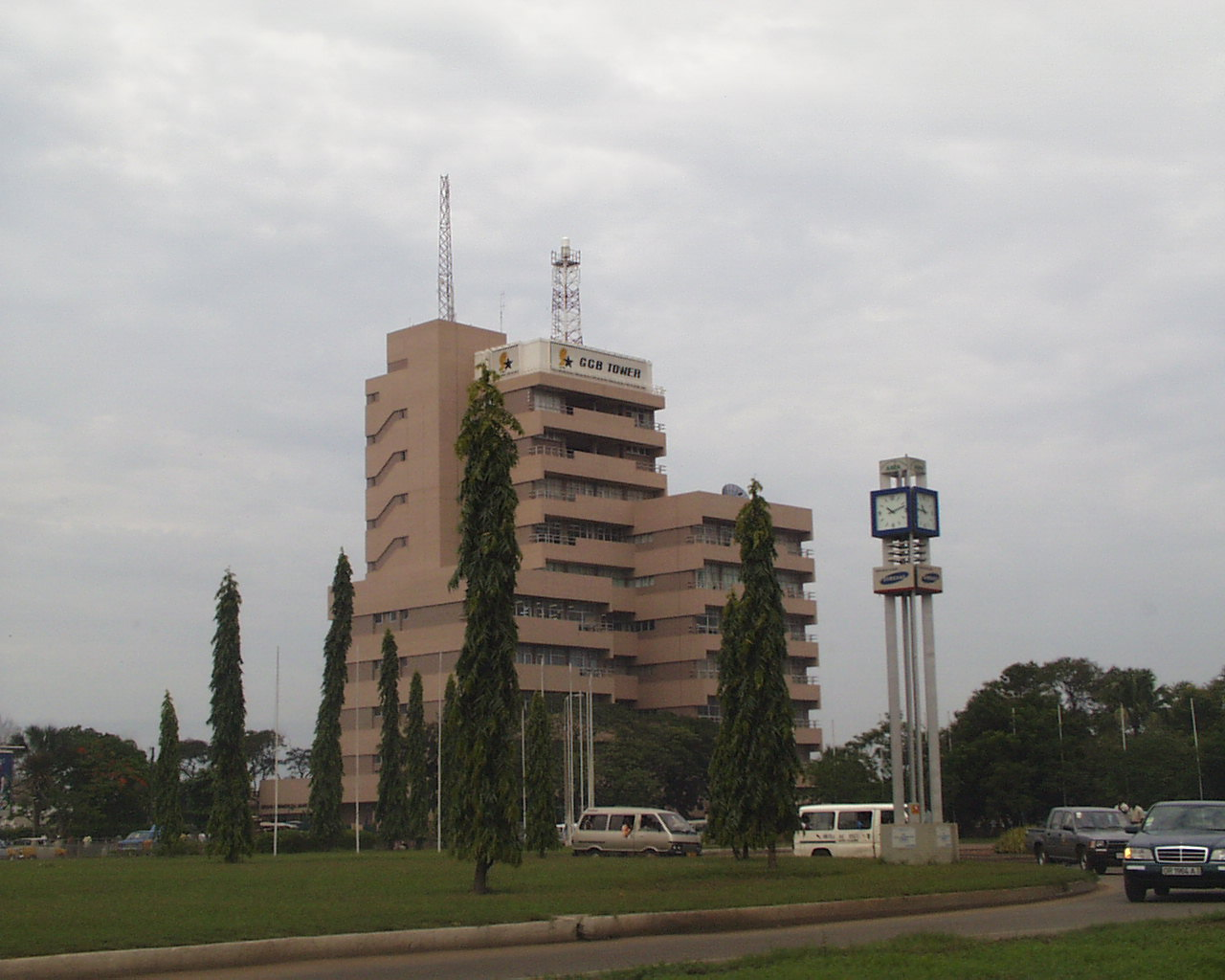
Edificio del Banco comercial de Ghana en Acra.

La economía está basada en las comunicaciones, la construcción, el transporte, los servicios financieros y de gobierno y el sector primario, sobre todo la pesca. 
La industria en la ciudad se encuentra en su gran mayoría en la zona metropolitana y dispone de plantas de procesado de cacao, industrias químicas, fábricas de cemento, fundiciones de aluminio, plantas siderúrgicas y de refinación de petróleo.

### Transportes

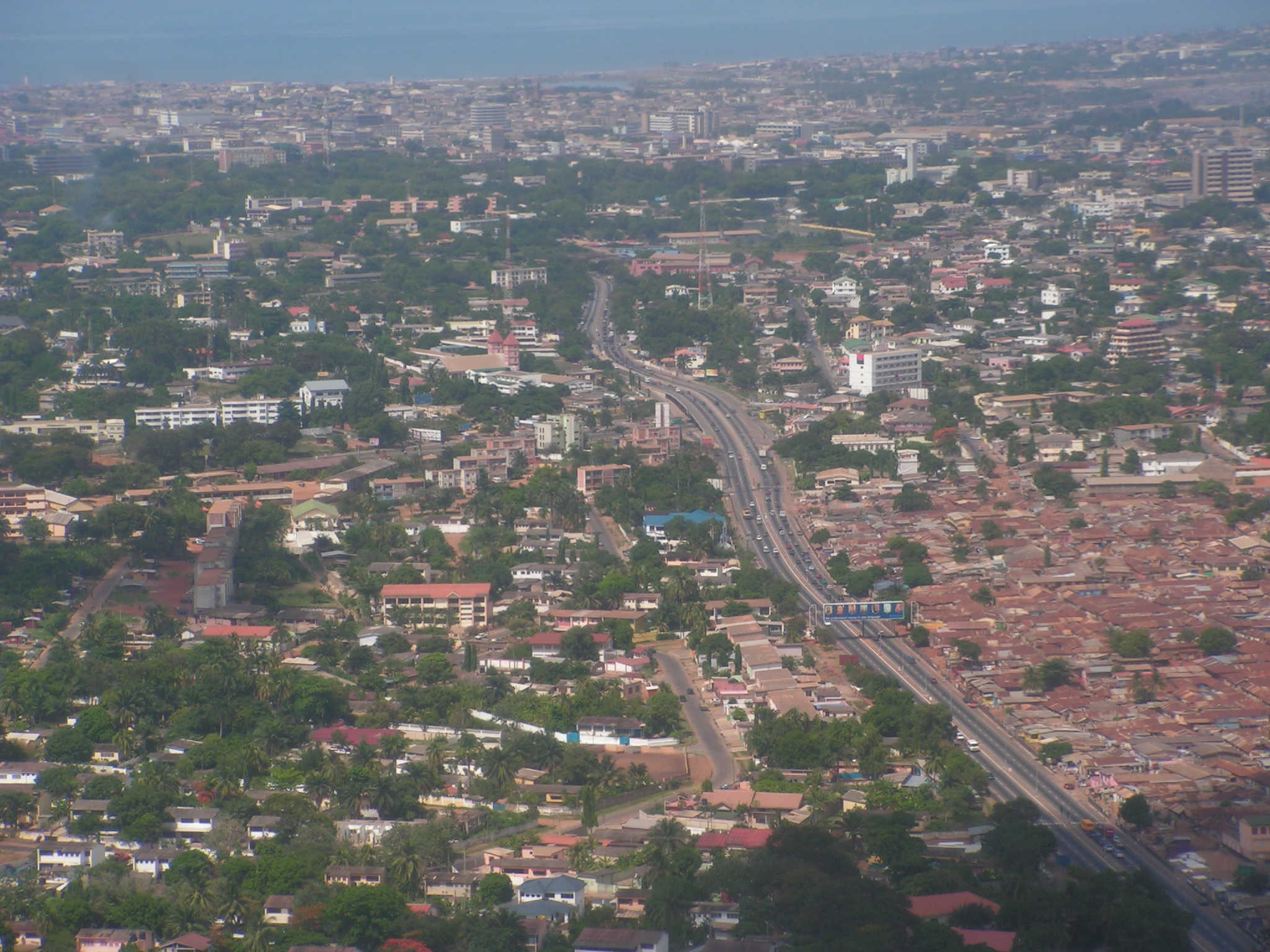
Autovía en Acra.

La ciudad dispone del Aeropuerto Internacional de Kotoka y de líneas de tren a Tema, Takoradi y Kumasi. La ciudad con el principal puerto del país, Tema, está conectada también a través de carreteras.
El transporte público consiste en autobús de tránsito rápido, microbuses conocidos como Tro-Tros, taxis y autobús. Los Tro-Tros, por lo general, realizan una ruta regular, son baratos y frecuentes, aunque a menudo concurridos. Algunos taxis también realizan rutas regulares, y proporcionan un viaje más cómodo, aunque son más caros. 
En 2002 la ciudad introdujo el metro-bus, luego Autobús de tránsito rápido, que aunque al principio no logró captar la atención de los ciudadanos en la actualidad ha aumentado su popularidad.
Aparece en el proyecto Inclusive cities project (2008-2014) como una de las ciudades que han mejorado las condiciones de transporte, por ejemplo, con estaciones de autobuses.

## Cultura

### Educación
En las afueras de la ciudad se encuentran dos escuelas secundarias, la Escuela Secundaria de Achimota (también llamada Motown) fundada en 1924 y abierta en 1927, y la Escuela Secundaria de los Muchachos Presbiterianos (también llamada Preseg).
Cerca de estas dos escuelas se encuentra la primera institución de educación terciaria de Ghana, la Universidad de Ghana que está localizada a 13 kilómetros al norte a Legon. Recientemente se realizó otra institución terciaria, la Universidad Ashesi.

### Turismo

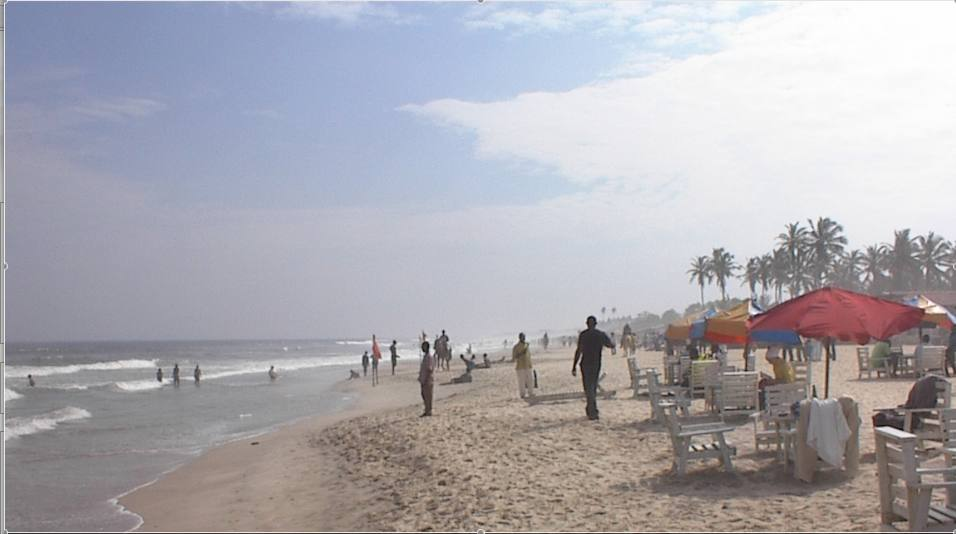
Playa Labadi.

En Acra se encuentra el Museo Nacional, la Academia de las Artes y las Ciencias, los Archivos Nacionales y la Biblioteca Central.
Es de destacar el Fuerte Christianborg o Castillo Osu, que es la residencia del presidente. Fue construido por los daneses en el siglo XVII.
También son de resaltar la Universidad de Ghana, el Teatro Nacional, el Centro Nacional de Cultura de Acra, el Arco de la Independencia, el faro, el estadio Ohene Djan, el parque memorial de Kwame Nkrumah y sus numerosas playas.

### Deportes
Uno de los deportes más practicados en la ciudad y en el país es el fútbol y de aquí han salido algunos de los mejores jugadores que han jugado en la selección de fútbol de Ghana. Los más destacados son Stephen Appiah, Asamoah Gyan, Ahmed Barusso pero, sobre todo, Michael Essien, único futbolista de la ciudad que ha estado entre los tres mejores del continente para el título de futbolista africano del año.
El International Allies FC es integrante de la Liga Premier de Ghana.

## Lugares de culto

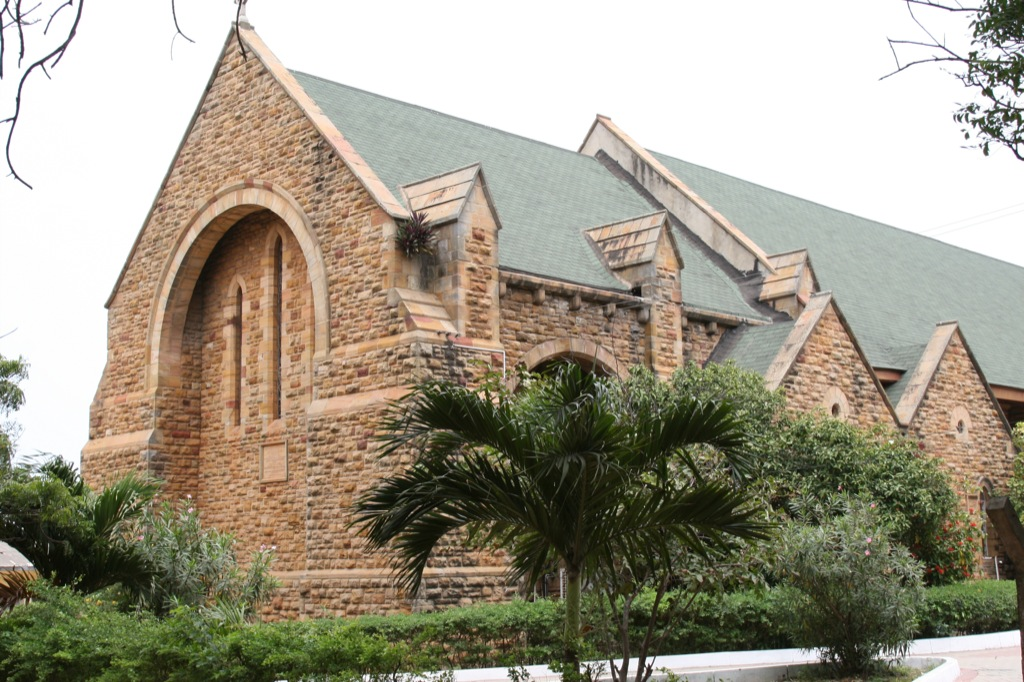
Holy Trinity Cathedral (Church of the Province of West Africa)
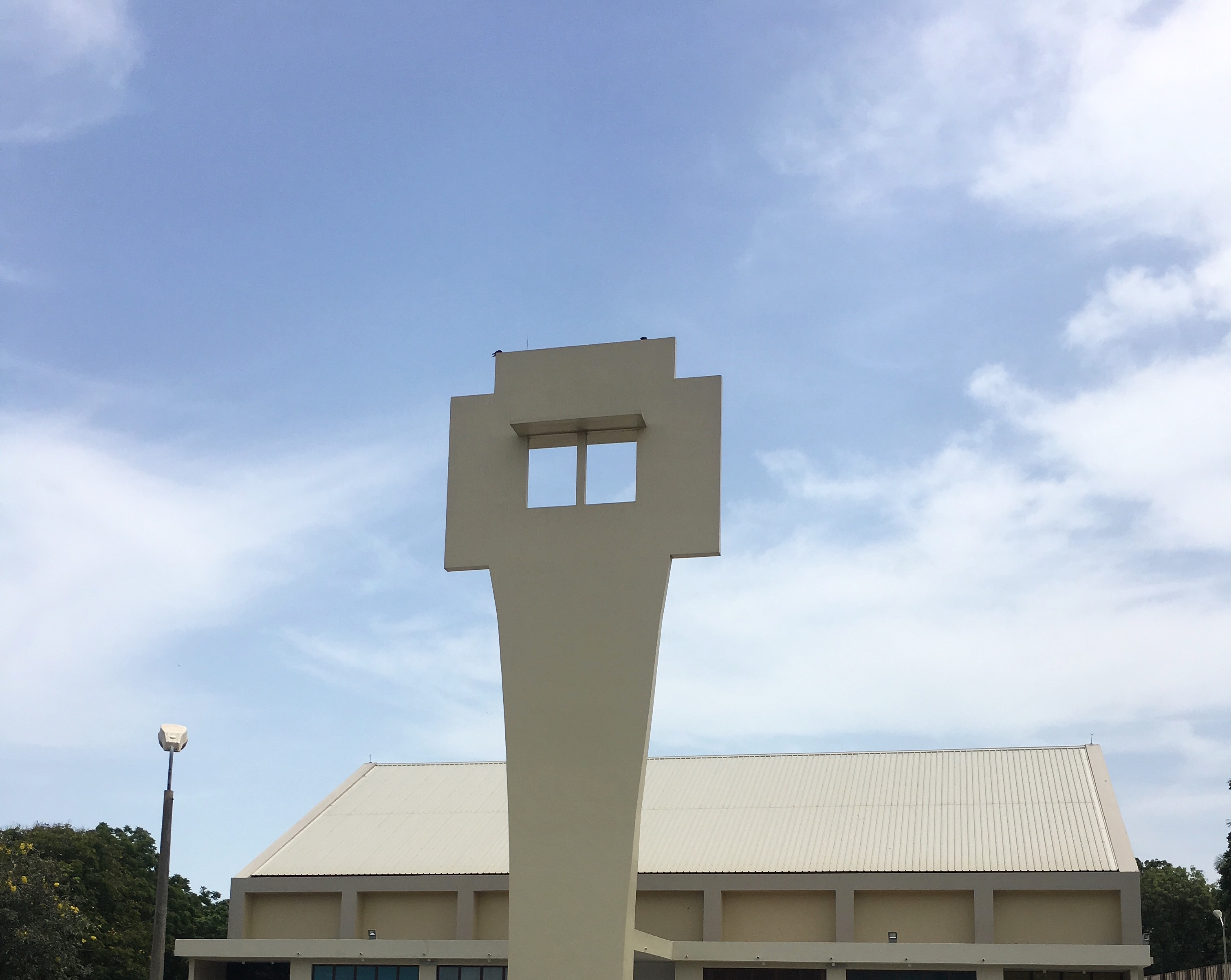
Christ the King Parish en Accra (Iglesia católica)

Entre los lugares de culto, se encuentran principalmente iglesias y templos cristianos : Church of the Province of West Africa (Comunión anglicana), Evangelical Presbyterian Church, Ghana (Comunión Mundial de Iglesias Reformadas), Ghana Baptist Convention (Alianza Mundial Bautista), Lighthouse Chapel International, Church of Pentecost, Asambleas de Dios, Arquidiócesis de Acra (Iglesia católica).  También hay mezquitas musulmanas.

## Ciudades hermanadas
- Chicago (Estados Unidos, 1989)[17]
- Washington D. C. (Estados Unidos, 1989)[17]

| Predecesor: Guadalajara | Capital Mundial del Libro 2023 | Sucesor: Estrasburgo |